# Parc national de Birougou
Le parc national de Birougou est une aire naturelle protégée située au sud du Gabon, dans les provinces de la Ngounié et de l'Ogooué-Lolo, à la frontière du Congo-Brazzaville.
Situé au cœur du massif du Chaillu, source de nombreuses rivières, le parc est constitué de collines accidentées de 800 à 900 mètres d'altitude. Il comprend un grand nombre d'espèces animales et végétales dont certaines sont endémiques. On y trouve, par exemple, le singe à queue de soleil (Cercopithecus solatus).
Le parc est compris dans le site Ramsar des monts Birougou depuis 2007,.

## Particularités
Les forêts primaires du parc national des Monts Birougou sont un refuge exceptionnel, grâce à leur environnement resté intact et datant du pléistocène gabonais. Elles sont toujours caractérisées par une forte biodiversité.
De plus, des trouvailles herpétologiques dans les eaux douces du site sont susceptibles d’abriter plusieurs espèces nouvelles de batraciens, encore inconnues.
Le Singe à « queue de soleil » (Cercopithecus solatus) a été confirmé sur le site, ainsi que l’existence d’une faune spécifique de la canopée et de nouvelles espèces d’invertébrés. Tous ces éléments attestent de processus biologiques en cours d’évolution et du développement de communautés de plantes et d’animaux probablement uniques au monde.